# Kötegyán
Kötegyán é um município da Hungria, situado no condado de Békés. Tem 42,95 km² de área e sua população em 2015 foi estimada em 1.463 habitantes.